# هرمان فریدریش ویلهلم هینریش
هرمان فریدریش ویلهلم هینریش (به آلمانی: Hermann Friedrich Wilhelm Hinrichs) (۱۷۹۴-۱۸۶۱) یک فیلسوف آلمانی قرن نوزدهم بود. او ابتدا در رشته خداشناسی در استراسبورگ تحصیل کرده و سپس فلسفه را در هایدلبرگ نزد هگل فراگرفت. او آثاری در زمینه فلسفه و مذهب تالیف کرد و در سال ۱۸۲۲ به درجه پروفسوری نایل شد.